# Бахожа (Соколовський повіт)
Бахожа (пол. Bachorza) — село в Польщі, у гміні Соколів-Підляський Соколовського повіту Мазовецького воєводства.
Населення — 148 осіб (2011).
У 1975-1998 роках село належало до Седлецького воєводства.

## Демографія
Демографічна структура станом на 31 березня 2011 року:
|          | Загалом | Допрацездатний вік | Працездатний вік | Постпрацездатний вік |
| -------- | ------- | ------------------ | ---------------- | -------------------- |
| Чоловіки | 78      | 16                 | 56               | 6                    |
| Жінки    | 70      | 12                 | 47               | 11                   |
| Разом    | 148     | 28                 | 103              | 17                   |